# Walentyn Schewtschenko
Walentyn Mykolaewytsch Schewtschenko (ukrainisch Валентин Миколаевич Шевченко, englische Transkription Valentyn Shevchenko, russisch Валенти́н Никола́евич Шевче́нко Walentin Schewtschenko; * 5. Juni 1948 in Oratow, USSR, Sowjetunion) ist ein ehemaliger ukrainischer Leichtathlet, der für die Sowjetunion im Dreisprung an den Start ging. Seinen größten sportlichen Erfolg feierte er mit dem Gewinn der Bronzemedaille bei den Halleneuropameisterschaften 1972 in Grenoble.

## Sportliche Laufbahn
Erste internationale Erfahrungen sammelte Walentyn Schewtschenko vermutlich im Jahr 1971, als er bei den Halleneuropameisterschaften in Sofia mit einer Weite von 15,71 m den elften Platz im Dreisprung belegte. Im Jahr darauf gewann er bei den Halleneuropameisterschaften in Grenoble mit 16,73 m die Bronzemedaille hinter seinem Landsmann Wiktor Sanejew und Carol Corbu aus Rumänien und 1975 belegte er bei den Halleneuropameisterschaften in Katowice mit 16,60 m den fünften Platz. Im Jahr darauf nahm er an den Olympischen Sommerspielen in Montreal teil und schied dort mit 16,15 m in der Qualifikationsrunde aus. Daraufhin trat er nicht mehr international in Erscheinung.
1976 wurde Schewtschenko sowjetischer Meister im Dreisprung.